# Henryk Kamiński (1909–1994)
Henryk Kamiński (ur. 10 kwietnia 1909 w Łodzi, zm. 13 października 1994 we Wrześni) – polski działacz turystyczny, samorządowiec, członek honorowy Polskiego Towarzystwa Turystyczno-Krajoznawczego.
Był synem Bronisława i Leokadii z Podgórskich. Ukończył gimnazjum w Zgierzu (1926), pracował przed wojną w administracji skarbowej w Łodzi. W sierpniu 1944 zatrudniony został w administracji państwowej w Łukowie, był sekretarzem zarządu gminy w Miłosławiu i kierownikiem miejscowej Szkoły Przysposobienia Rolniczego, a w latach 1949–1950 pełnił funkcję burmistrza Wrześni (do czasu zmiany ustawy o administracji terenowej). Po 1950 był sekretarzem Prezydium Miejskiej Rady Narodowej we Wrześni. W latach 1946–1949 studiował w Wyższej Szkole Nauk Administracyjnych w Łodzi, ale studiów nie ukończył w związku z likwidacją uczelni. Od 1956 pracował w Zakładach Wytwórczych Głośników Tonsil we Wrześni jako kierownik działu zaopatrzenia, od 1970 był wiceprezesem Wrzesińskiej Spółdzielni Mieszkaniowej (do 1976, później pozostawał jeszcze specjalistą ds. członkowskich w niepełnym wymiarze godzinowym do 1983).
Od młodości udzielał się w szeregu organizacji społecznych. Od 1926 należał do Związku Harcerstwa Polskiego. W 1955 został członkiem Polskiego Towarzystwa Turystyczno-Krajoznawczego, w 1956 organizował oddział PTTK we Wrześni i przez wiele lat stał na jego czele. Był członkiem Głównej Komisji Rewizyjnej PTTK (1960–1968), członkiem Prezydium tej komisji (1968–1972) i jej wiceprezesem, członkiem Zarządu Głównego PTTK (w tym skarbnikiem do 1981), wiceprezesem Zarządu Wojewódzkiego PTTK w Poznaniu (1985–1989), członkiem kilku komisji przy Zarządzie Głównym (Ekonomicznej, Statutowej, Pracy PTTK w Osiedlach Mieszkaniowych). Pełnił mandat delegata na IV Kongres Krajoznawstwa Polskiego w Opolu. Brał udział w wyznaczaniu szlaków turystycznych, organizował ośrodek kempingowy PTTK nad jeziorem Niedzięgiel koło Skorzęcina oraz Ośrodek Żeglarski PTTK nad jeziorem Powidz, inicjował rajdy turystyczne honorujące Dzieci Wrześni i z okazji Wielkopolskich Dni Opieki nad Zabytkami. Propagował turystykę w zakładach pracy i spółdzielniach osiedlowych. Był społecznym opiekunem zabytków, honorowym przodownikiem turystyki górskiej, honorowym przodownikiem turystyki pieszej.
W latach 1973–1975 przewodniczył Radzie Kultury Fizycznej i Turystyki Powiatowej Rady Związków Zawodowych we Wrześni. Należał do grona założycieli i był prezesem Klubu Motorowego Zjednoczeni, a także prezesem Pracowniczych Ogródków Działkowych we Wrześni oraz członkiem prezydium wojewódzkich władz Polskiego Związku Działkowców. Od 1968 był członkiem Wojewódzkiego Komitetu Obrońców Pokoju w Poznaniu.
Został odznaczony m.in. Krzyżem Kawalerskim Orderu Odrodzenia Polski, złotą odznaką „Zasłużony Działacz Turystyki”, odznaką „Za Zasługi w Rozwoju Województwa Poznańskiego”, złotą odznaką honorową PTTK, złotą odznaką „Za opiekę nad zabytkami”. W październiku 1989 XII Zjazd Krajowy PTTK nadał mu godność członka honorowego.
Został pochowany na cmentarzu komunalnym we Wrześni.